# Edda Buding

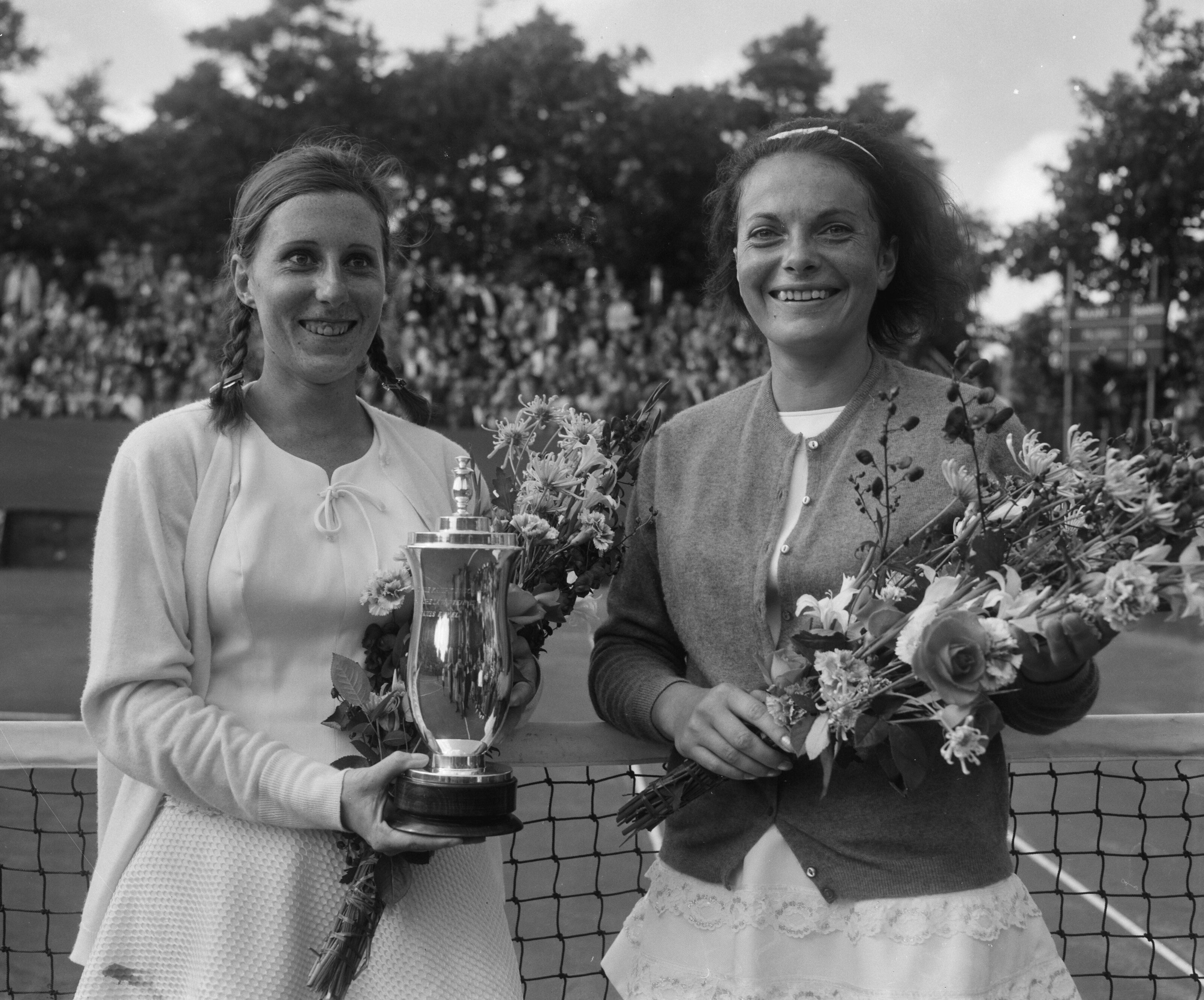
Edda Buding (rechts) mit Françoise Dürr am 25. Juli 1965 in Hilversum

Edda Buding (* 13. November 1936 in Lovrin, Königreich Rumänien; † 15. Juli 2014 in Aalen) war eine deutsche Tennisspielerin.

## Leben und Karriere
Edda Buding gehörte zur Volksgruppe der Banater Schwaben. Während des Zweiten Weltkrieges kam sie nach Deutschland. 1948 ging die Familie nach Argentinien, wo sie 1954 naturalisiert wurden, um für Argentinien international antreten zu können. Hier begann sie eine erfolgreiche Tenniskarriere.
Zu ihren größten Erfolgen zählte der Gewinn der German Open im Dameneinzel 1959 und der Gewinn der Deutschen Meisterschaften in den Jahren 1956, 1962 und 1963, weiter war sie dreimal Deutsche Meisterin in der Halle, 1961 und 1962 Deutsche Tennismeister. Weiterhin erreichte sie 1957 im Gemischten Doppel mit ihrem Partner Luis Ayala das Finale der French Open, unterlag dort aber Věra Pužejová und Jiří Javorský mit 3:6, 4:6. Auch 1961 stand sie in zwei großen Finals. Jedoch unterlag sie sowohl in Wimbledon mit ihrem Partner Bob Howe in der Mixed-Konkurrenz, als auch bei den US-Open im Doppel zusammen mit ihrer Partnerin Yola Ramírez.
Ebenfalls mit einem zweiten Platz musste sich das Frauenteam des Deutschen Tennis Bundes (DTB) im Finale des Federation Cups 1966 zufriedengeben. Teamchefin Edda Buding unterlag mit ihren Teamkolleginnen Helga Hösl und Helga Niessen den US-Damen Julie Heldman, Billie Jean King und Carole Caldwell Graebner mit 0:3.
1968 bei den Olympischen Spielen in Mexiko, als Tennis Demonstrationswettbewerb war, gewann sie im Damendoppel mit Helga Niessen die Goldmedaille.
Für ihre Erfolge wurde sie am 29. Februar 1964 mit dem „Silbernen Lorbeerblatt“ und vom DTB mit der Ehrennadel in Gold geehrt. Das „Silberne Lorbeerblatt“ wurde bis dato nur sieben Mal an Frauen und fünf Mal an Männer (davon zweimal an ein Davis-Cup-Team) verliehen.
Sie war die einzige deutsche Spielerin, die 1961 in der neuen Tennis-Weltrangliste der US-amerikanischen Zeitschrift World Tennis Magazine genannt wurde. Sie wurde hier an neunter Stelle geführt.
Edda Buding war eine Schwester von Ingo Buding, der auch ein erfolgreicher Tennisspieler war und ebenfalls zu den Trägern des Silbernen Lorbeerblattes des DTB zählte. Eine Schwester war auch die bei internationalen Turnieren aktive Tennisspielerin Ilse Buding.
Im Alter von 77 Jahren starb sie im Juli 2014 in einem Pflegeheim in Aalen.